# 未来浩室
未来浩室（英語：Future house）是21世纪10年代在英国诞生的一种浩室音乐流派，融合了深度浩室 、英国车库 以及其它一些电子舞曲流派中的元素和技术。
“未来浩室”一词的创造者是一位法国DJTchami ，他于2013年发布在SoundCloud的重混作品《Go Deep》是第一首被归类于此流派的作品。Tchami在使用这一术语时，并没有把“未来浩室”看作是一种流派，他在2015年的一次采访中表示：“未来浩室本应表示‘任何一种尚未被发明的浩室音乐’，所以我没把它当成一种流派。我想人们之所以赋予它现在的含义，是因为我的音乐很特别，并且在浩室音乐与电子舞曲间搭建了一座桥梁——而这是个不赖的尝试。”之后，2016年，在DJ间流行的在线音乐商店Beatport加入了未来浩室作为三个新增的音乐流派标签之一。奧立佛·荷登斯也被认为是这一音乐流派的先驱之一。

## 特征
未来浩室是浩室音乐的子流派。这一流派的歌曲通常拥有柔和的旋律，包括金属的、弹性的drop和频率调制的bassline。最常见的速度是125BPM，但也可以在120~130BPM间波动。

## 流行
2014年，荷登斯的《Gecko (Overdrive)》和《Last All Night (Koala)》在世界各国的榜单中取得了成功，使这一流派更加进入公众视野，也导致了他与Tchami在社交媒体上轻微的不和。而唐·迪亚布洛、迈克·威廉斯、Mesto、Brooks和Curbi在他们的作品中结合了未来浩室，让一些评论者注意到这一风格的商业化。